# Pierre Auguste Cot

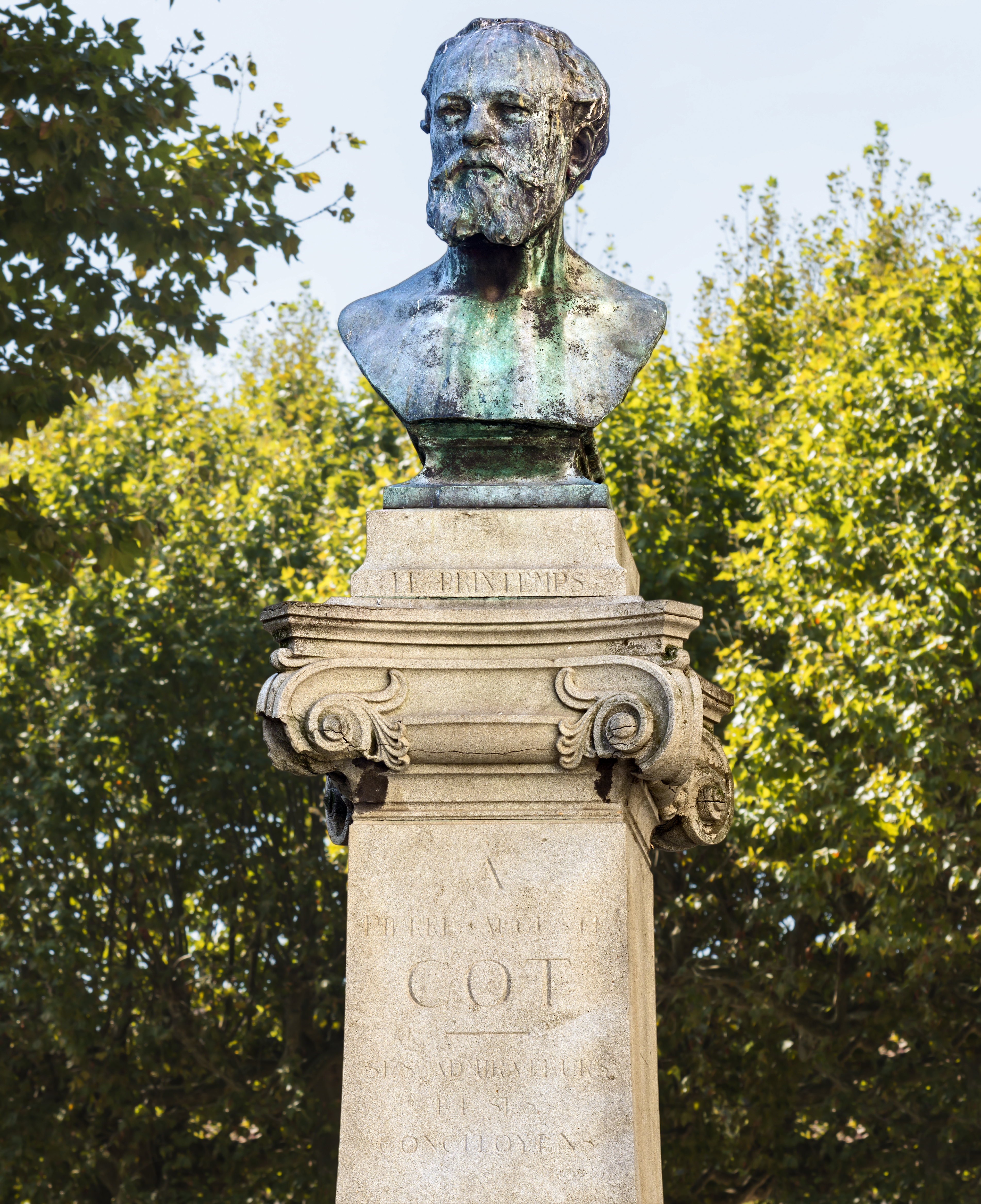
Pierre Auguste Cot.

Pierre Auguste Cot, född den 17 februari 1837 i Bédarieux, död den 2 augusti 1883 i Paris, var en fransk målare

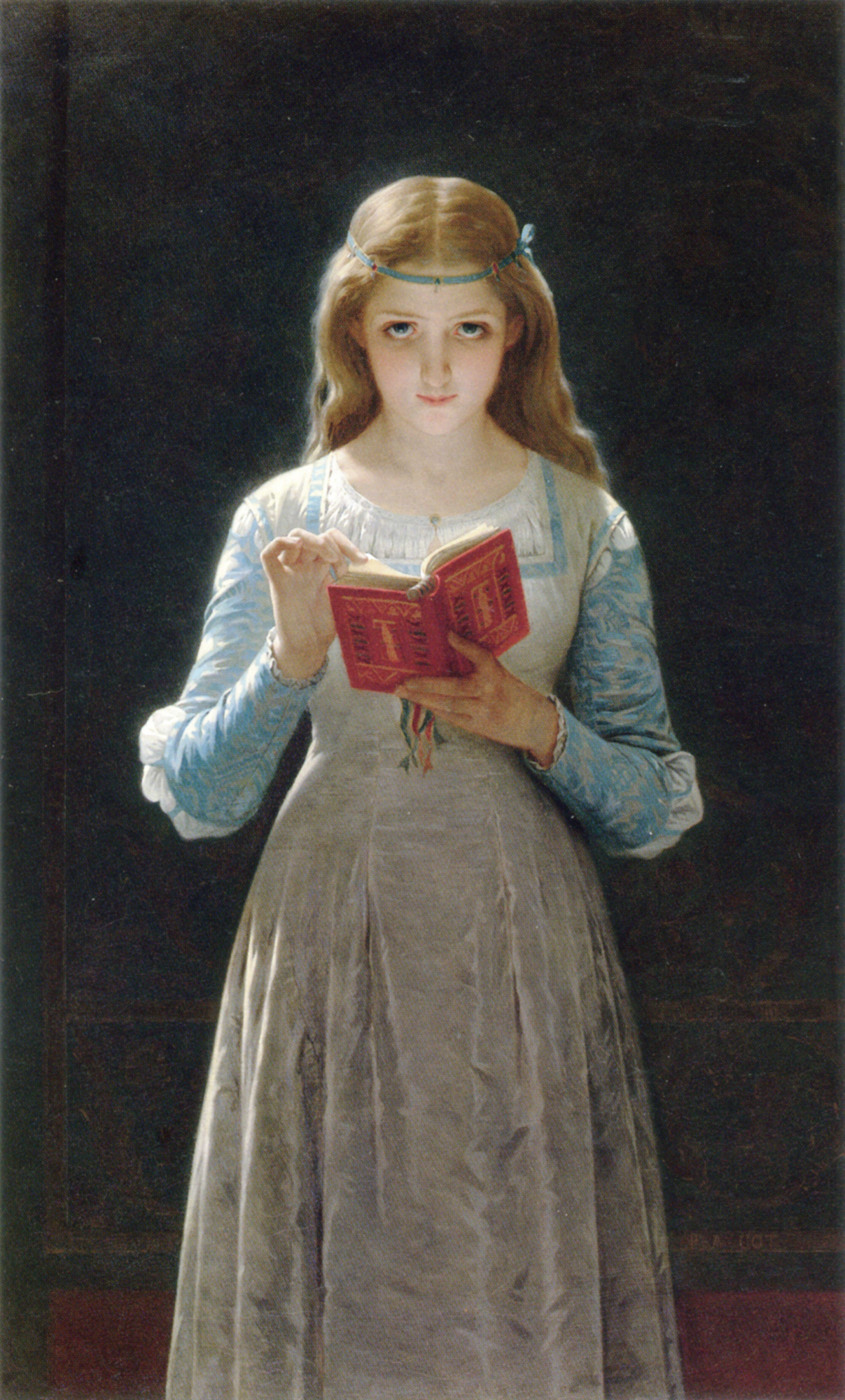
Ofelia, 1870.

Cot ägnade sig först åt historiemåleri och 1870 offentliggjorde Prometheus, berömd för det lyckade uttrycket av kroppslig smärta och därjämte för god stämning i landskapet. 
Omtyckta blev även hans Meditation (1871) och Våridyll (1873), en mycket känd komposition, en yngling och en ung flicka sittande i en gunga vid varandras sida. 

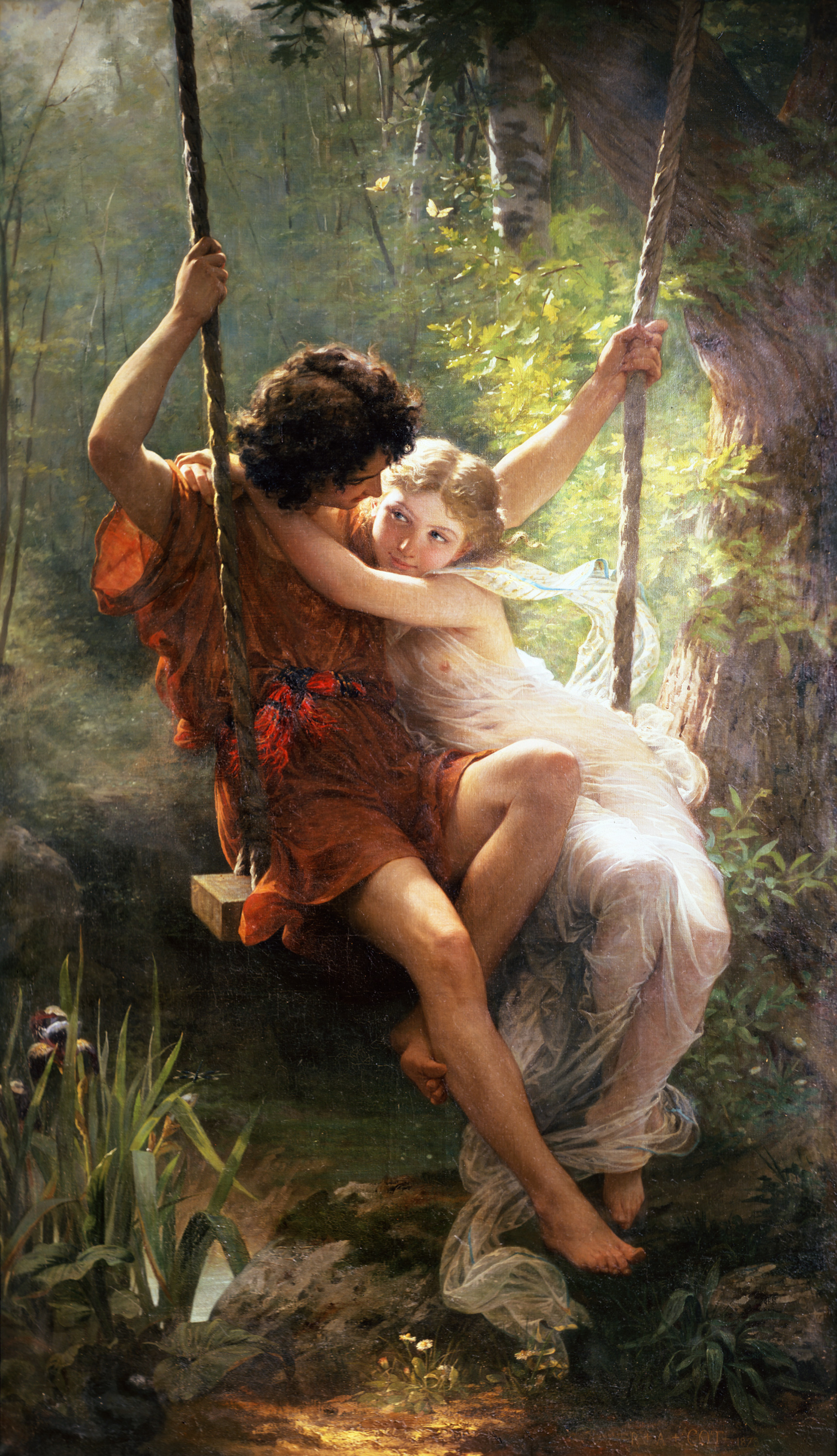
Våridyll (1873)

Sedermera odlade han även porträttmåleriet och blev omtyckt i synnerhet för sina damporträtt.